# Ein Single kommt selten allein
Ein Single kommt selten allein (Originaltitel The Lonely Guy) ist eine US-amerikanische romantische Komödie aus dem Jahr 1984 von Arthur Hiller mit Steve Martin in der Hauptrolle. Das Drehbuch stammt von Edwin B. „Ed.“ Weinberger und Stan Daniels sowie Neil Simon und basiert auf dem 1978 erschienenen Buch The Lonely Guy’s Book of Life von Bruce Jay Friedman.
Steve Martin porträtiert einen Grußkartenschreiber, der eine Zeit des Pechs mit Frauen durchlebt. Der Film zeigt Cameo-Auftritte von Merv Griffin, Joyce Brothers und Loni Anderson. Der Titelsong Love Comes Without Warning stammt von der Band America.

## Handlung
Als der schüchterne Grußkartenschreiber Larry Hubbard seine Freundin Danielle mit einem anderen Mann im Bett vorfindet, ist er gezwungen, ein neues Leben zu beginnen. Larry freundet sich mit dem einsamen Warren an, der schon etwas länger als Single lebt und Larry nützliche Tipps für das Single-Leben gibt.
Nachdem Larry verschiedenes ausprobiert hat, um der Einsamkeit zu entkommen – er leiht verschiedene Hunde aus einem Tierheim, geht zum Blutspenden – trifft er auf Iris, die Larry ihre Nummer gibt, doch er verliert sie aufgrund einiger Pannen immer wieder.
Als der einsame Warren beschließt, von der Manhattan Bridge zu springen, will Larry ihn abfangen. Als Larry Iris in der in die Gegenrichtung fahrenden U-Bahn sitzen sieht, sagt er ihr mit Sprühfarbe, sie solle sich mit ihm an der Brücke treffen, und sie hindern Warren daran, abzuspringen, was endlich zu ihrem ersten Date führt.
Iris erklärt, dass sie sechs Mal verheiratet war, die meisten davon „einsame Männer“, die sie verlassen haben. Obwohl Iris sich in Larry verliebt, ist sie nicht sicher, ob sie die Beziehung weiterführen soll, also bricht sie sie ab.
Auf dem Höhepunkt seiner Verzweiflung schreibt Larry ein Buch mit dem Titel Richtlinien für einen einsamen Single, das überaus erfolgreich ist und ihn in eine völlig andere Lebenserfahrung katapultiert. Er wird reich und berühmt und auch seine Beziehung zu Iris kann auf einer neuen Grundlage beginnen. Unglücklicherweise kehren Iris‘ Unsicherheiten zurück und sie glaubt, dass Larry jetzt zu gut für sie ist. Sie verlässt ihn zweimal, einmal, nachdem sie versucht haben, miteinander zu schlafen, und noch einmal, als sie sich auf einer Kreuzfahrt begegnen, wo sie sich in Jack, einen anderen Freund von Larry, verliebt.
Jack und Iris heiraten und Larry verfällt in eine Depression. Schließlich will er sich von der Manhattan Bridge in den Tod stürzen. Warren, der inzwischen eine Frau kennen gelernt hat, versichert Larry, dass er genau wie er jemanden finden wird.
Zeitgleich ist Iris sehr unglücklich in ihrer Ehe und beschließt ihrerseits, ihrem Leben ein Ende zu setzen. Sie stürzt sich von der Manhattan Bridge und fällt Larry in die Arme. Dann treffen sie Warrens neue Freundin, die sich als Dr. Joyce Brothers herausstellt.

## Hintergrund
In der Restaurantszene sollte es einen Kellner mit einer Kettensäge geben, der den Tisch für zwei Personen halbieren würde, aber jemand vergaß, die Kettensäge mitzubringen.
Die Szene, in der Steve Martin über die 59th Street Bridge nach Queens rennt, wurde vor Ort gedreht. Steve Martin begann seinen Lauf auf der Manhattan-Seite der Brücke und lief dann auf der mittleren Spur zum Queensboro Plaza und zweigte dann in Richtung Astoria ab. Martin lief die 31st Street hinauf und traf an der Ecke 31st und Newtown Avenue auf den Polizisten, der ihn bis zur 28th Avenue und 31st eskortierte.

## Synchronisation
Die deutsche Synchronisation übernahm die Berliner Interopa Film GmbH nach einem Dialogbuch und unter der Dialogregie von Ronald Nitschke.
| Darsteller     | Sprecher                 | Rolle         |
| -------------- | ------------------------ | ------------- |
| Steve Martin   | Eckart Dux               | Larry Hubbard |
| Charles Grodin | Andreas Mannkopff        | Warren Evans  |
| Steve Lawrence | Kurt Goldstein           | Jack          |
| Robyn Douglass | Alexandra Lange          | Danielle      |
| Madison Arnold | Friedrich Georg Beckhaus | einsamer Cop  |

## Kritik
Das Lexikon des internationalen Films beurteilt den Film als „platt und bieder inszenierte, nur mäßig unterhaltsame Komödie.“